# Brachinus bodemeyeri
Brachinus bodemeyeri é uma espécie de insetos coleópteros pertencente à família Carabidae.
A autoridade científica da espécie é Apfelbeck, tendo sido descrita no ano de 1904.
Trata-se de uma espécie presente no território português.